# Kleine Evangelische Kirche (Kleve)

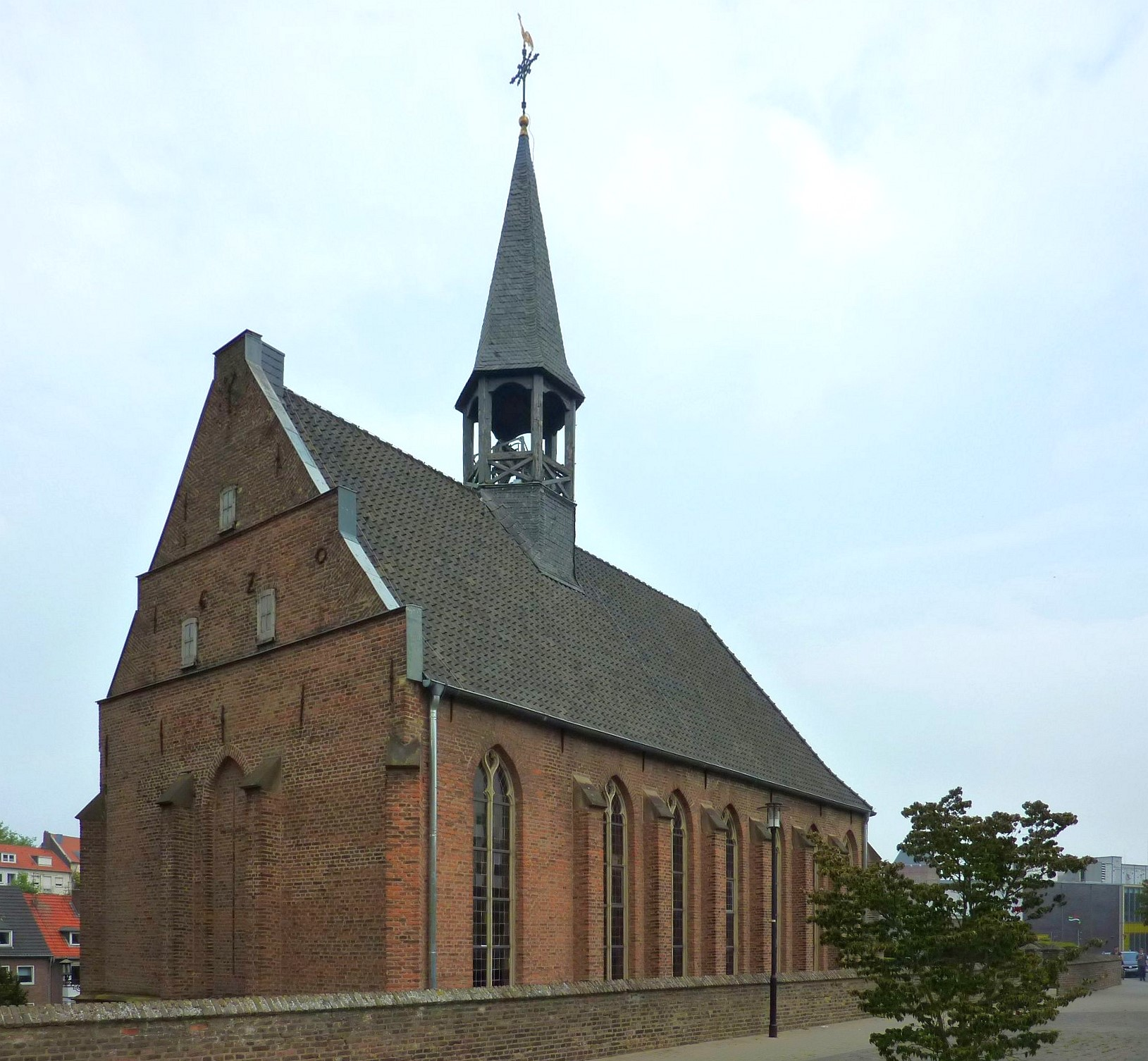
Kleine Evangelische Kirche in Kleve

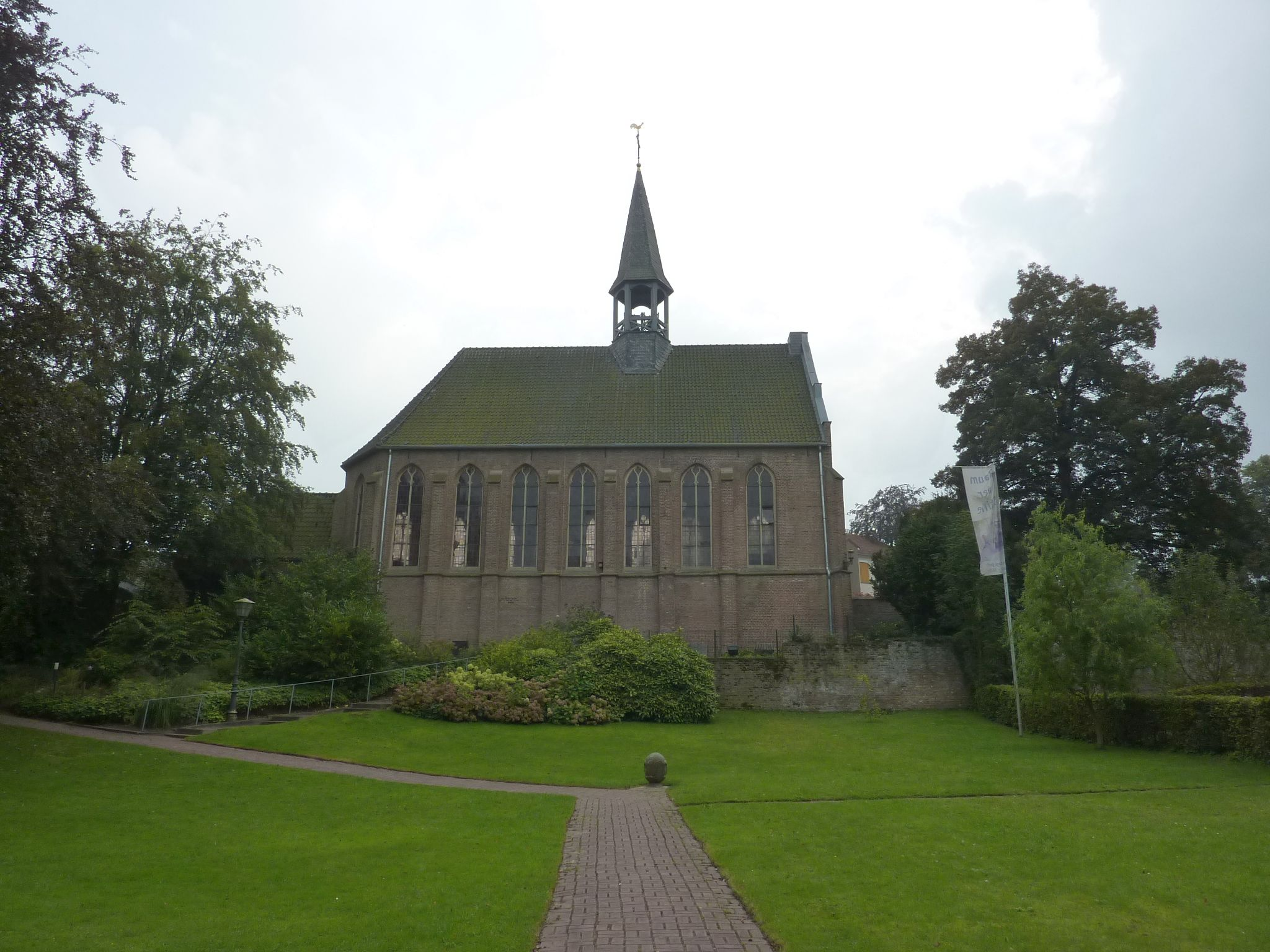
Ansicht von Norden

Die Kleine Evangelische Kirche ist ein Kirchenbau in der Kreisstadt Kleve am unteren Niederrhein in Nordrhein-Westfalen. Sie gehört zur Evangelischen Kirchengemeinde Kleve im Kirchenkreis Kleve der Evangelischen Kirche im Rheinland. Die auf den Namen Trinitatiskirche (templum s. s. trinitatis) am Sonntag nach Pfingsten 1621 eingeweihte Kirche wird im Volksmund die Kleine Kirche genannt. Sie war ursprünglich die lutherische Kirche in der traditionell konfessionell toleranten preußischen Residenzstadt Kleve.

## Geschichte
Bis zum Kirchbau, der in die Zeit des Dreißigjährigen Krieges fällt, traf sich die vor allem aus Beamten der preußischen Regierung und ihren Familien bestehende lutherische Gemeinde in Kleve in Privathäusern und später in einem Saal der Schwanenburg. 1612 kam Sebastian Hornung als junger Pfarrer zu dieser Gemeinde. Der aus Franken stammende Geistliche machte sich bald nach seinem Dienstantritt auf mehrere Predigt- und Kollektenreisen durch Deutschland, die Niederlande, Dänemark und Schweden, um Geld für den Bau einer Kirche zusammenzubringen. Als er 1618 zurückkehrte, reichte das Geld nicht nur für den Bau der Kirche, sondern auch zum Bau eines Pfarrhauses und einer Schule.
Grundsteinlegung war am 4. September 1619. In dem im Original erhaltenen Giebel befindet sich die durch Maueranker geschriebene Zahl 1620, was auf einen schnellen Fortschritt des Rohbaus hinweist. 1621 war die Kirche dann fertig. Nach dem Ende des Dreißigjährigen Krieges durch den Westfälischen Frieden 1648 erhielt sie eine Glocke, die heute wieder im „Dachreiter“-Turm hängt. Diese Glocke war im Zweiten Weltkrieg als Metallreserve eingezogen und kam durch Vermittlung eines katholischen Priesters, der das Glockenlager auflöste, nach Kleve zurück.
Zur Zeit der Besetzung durch die Truppen Napoleons diente die Kirche 1794 als Strohmagazin.
Seit 1817, der Vereinigung der lutherischen Gemeinde mit der reformierten Gemeinde im Rahmen der „Preußischen Union“ gehörte sie mit der im Zweiten Weltkrieg zerstörten Großen Kirche unterhalb der Schwanenburg zu den beiden Kirchen der unierten Gemeinde.
In der Zeit des Nationalsozialismus spaltete sich auch die Klever Gemeinde die Anhänger der Bekennenden Kirche, übernahmen die Große Kirche, während in der Kleinen Kirche die Deutschen Christen „Gottesdienste“ unter der Hakenkreuzfahne feierten.
Obwohl auch die kleine Kirche durch die Bombenangriffe im Oktober 1944 und Februar 1945 schwer beschädigt worden war, wurde sie bis 1955 wieder aufgebaut, im Inneren aber verändert. Sie liegt heute recht zentral im Bereich der Altstadt in der Nähe des Einkaufszentrums „Neue Mitte“. In den Jahren 2005/06 wurde die Kirche dann ein weiteres Mal von innen restauriert und erhielt technische Einrichtungen des 21. Jahrhunderts. Sie wird als „Offene Kirche“ als Raum der Stille, der Begegnung und als Ausstellungs- und Konzertraum genutzt.

## Ausstattung
In der im Stile des 21. Jahrhunderts restaurierten Kirche, deren Innenraum in Weiß gehalten ist, mit schwarzer Polsterbestuhlung und einer – als gezielter Kontrast gedachten – rot bezogenen Altarwand hängt als weiterer Kontrast der aus der ehemaligen Großen Kirche stammende Kronleuchter aus dem 18. Jahrhundert, ein Geschenk des Großen Kurfürsten an die Reformierte Gemeinde in Kleve.
Die Taufschale der Kleinen Kirche trägt als Randinschrift den „Taufbefehl“ aus Matth. 28 ohne die Worte „in alle Welt“, offenbar aus Platzgründen.
Die Originalglocke von 1647 trägt die Inschrift: „Johan Philipsen heft mei gegotten, dor dat fier bin ick geflotten“. Die zweite Glocke ist ein Neuguss von 1955.